# Mengen (Turquie)
Pour les articles homonymes, voir Mengen (homonymie).
Mengen est une ville et un district de la province de Bolu dans la région de la mer Noire en Turquie.